# 7530 Mizusawa
7530 Mizusawa è un asteroide della fascia principale. Scoperto nel 1994, presenta un'orbita caratterizzata da un semiasse maggiore pari a 2,6245797 UA e da un'eccentricità di 0,1692837, inclinata di 15,11571° rispetto all'eclittica.